# Kamil Dolny
Kamil Dolny (ur. 13 grudnia 1995) – polski hokeista.

## Kariera
- KH Sanok U18 (2011-2012)
- KH Sanok U20 (2012-2014)
- Ciarko PBS Bank KH Sanok (2013-2015)
  -  UKH Dębica (2013/2014)
- Orlik Opole (2015-2016)
- MH Automatyka Gdańsk (2016-2019)

Wychowanek Stoczniowca Gdańsk. Karierę rozwijał w klubie KH Sanok, gdzie zdobywał klubowe mistrzostwo Polski juniorów (dwukrotnie) i seniorów. Od 2015 zawodnik Orlika Opole. Od kwietnia 2016 zawodnik MH Automatyka Gdańsk. Po sezonie 2016/2017 przedłużył kontrakt z klubem o rok. W kwietniu 2019 ogłosił zakończenie kariery zawodniczej.
W barwach reprezentacji Polski do lat 18 wystąpił na turnieju mistrzostw świata juniorów do lat 18 w 2013 (Dywizja I). W barwach reprezentacji Polski do lat 20 wystąpił na turnieju mistrzostw świata juniorów do lat 20 w 2014 (Dywizja I).

## Sukcesy
Klubowe
- Złoty medal XIX Ogólnopolskiej Olimpiady Młodzieży: 2013 (juniorzy młodsi)
- Złoty medal mistrzostw Polski juniorów: 2014, 2015 z KH Sanok U20
- Złoty medal mistrzostw Polski: 2014 z Ciarko PBS Bank KH Sanok
- Finał Pucharu Polski: 2013 z Ciarko PBS Bank KH Sanok